# Von Krassow
von Krassow är en tysk uradlig ätt varav två grenar i Sverige fått friherrlig rang. Nuvarande ättmedlemmar i Sverige härstammar från en annan gren och är ointroducerade.
I december 2022 uppgavs att 10 personer med namnet von Krassow var bosatta i Sverige.
Anreps ättartavlor uppger att ätten härstammar från Böhmen där en medlem av ätten, Sesima von Krassow, skulle finnas nämnd år 1284 såsom en av herrarna i närheten av kung Wencel II av Böhmen. En gren skulle enligt samma källa ha verkat i Polen. En annan ska ha flyttat till Pommern där den först är känd i Rügen med en Mattias von Krassow. Ättelängden i Anrep börjar med Antionius von Krassow som skrev sig till Panzewitz.
En ättling till denne, Christian von Krassow (1620-1671), besatt fortfarande Panzevitz när Pommern blev svenskt. Han var gift två gånger. I sitt andra äktenskap med Margareta von Holsten fick han två söner, Ernst Detlof von Krassow och Adolf Philip von Krassow, båda naturaliserade som svenska friherrar. Den förre naturaliserades år 1707, och hans son introducerades år 1720 på nummer 157. Hans hustru var en Wulfrath från Mecklenburg. Deras döttrar gifte sig Staël von Holstein och von Schwerin. Den ende sonen, Carl Wilhelm von Krassow, var först svensk diplomat och sedan generalmajor i romersk tjänst, men avled ogift 1735 och slöt den friherrliga ätten nr 157.
Adolf Philipp von Krassow, nämnd ovan, var generalmajor, geheimeråd och president i krigskommissariet i Mecklenburg. År 1731 naturaliserades han som svensk friherre, och hans sonson introducerades år 1800 på nummer 315. Hans hustru hette Augusta Wilhelmina von Wulfrath, och han fick med henne en ogift dotter och sonen Carl von Krassow, som blev överste och gift med grevinnan Lillienstedt vars mor var en Törnflycht. Deras enda dotter gifte sig med Carl Julius Bernhard von Bohlen. Ätten fortfor att leva i Pommern och kom därmed att bli utgången i Sverige.
En annan gren av ätten har inkommit till Sverige och var 1919 upptagen i Sveriges Ointroducerade Adels Förening.
Släktens vapen: en kluven sköld, till höger i silver ett svart halvt oxhuvud, fast på skuran, till vänster i svart en gyllene bjälke; på hjälmen mellan tvåbuffelhorn tre påfågelsfjädrar.
von Krassow har bland annat ägt Skottorps slott, Nya Skottorp, Dömestorp i Laholms kommun.
I boken Karl XII:s officerare nämns det om 12 officerare med namnet von Krassow, vilket är ett av de största antalen från en ätt.

## Personer med efternamnet von Krassow
- Adam Philipp von Krassow (1664–1736).svensk general och friherre
- Carl Reinhold von Krassow (1812–1892), preussisk ämbetsman, politiker och greve
- Ernst Detlof von Krassow (1660–1714), svensk militär och friherre
- Friedrich Heinrich von Krassow (1775–1844), tysk godsägare och politiker, friherre
- Karl Vilhelm von Krassow (1699–1735), svensk diplomat och militär, friherre